# Ademir Alcântara
Ademir Alcântara est un footballeur brésilien né le 17 décembre 1962 à Mandaguaçu au Paraná, évoluant au poste de milieu de terrain ou milieu offensif.

## Biographie
Ademir Alcântara commence sa carrière en Brésil, d'abord au Pinheiros-PR (en) puis au Internacional, où il se distingue en disputant plusieurs matchs de la Serie A brésilienne. Après son passage au Internacional, il part au Portugal, où il rejoint le Vitória SC et connaît un grand succès. Il inscrit 26 buts en 85 matchs et devient rapidement un joueur clé du club. En 1988, il signe avec Benfica, l'un des plus grands clubs du Portugal,.
En 1990, après un court passage à Boavista FC, il s'engage avec le CS Marítimo, où il continue à s'imposer dans le championnat portugais. Après plusieurs saisons fructueuses, il retourne au Brésil en 1994 pour jouer avec Mogi Mirim avant de finir sa carrière professionnelle avec Coritiba en 1996, où il obtient de bonnes statistiques avec 12 buts en 87 matchs,.
Au total, Ademir Alcântara a disputé 183 matchs pour 44 buts marqués en première division portugaise. Au sein des compétitions européennes, il dispute 16 matchs pour 3 buts marqués en Coupe UEFA,.

## Palmarès
SL Benfica
- Championnat du Portugal :  
  - Champion : 1988-89.

- Supercoupe du Portugal :  
  - Vainqueur : 1989.